# Batalla de Hong Kong
La batalla de Hong Kong fue parte de la Segunda Guerra Mundial en Asia. Hong Kong, en aquel entonces colonia británica, fue atacada por el Imperio de Japón el 8 de diciembre de 1941, la misma mañana que el ataque a Pearl Harbor, iniciándose abiertamente la guerra entre Japón y las naciones occidentales. La débil guarnición británica no podría hacerle frente a la superior fuerza nipona y se rendiría 18 días después de iniciada la batalla.
El plan japonés era atacar sin pérdida de tiempo, respectivamente los territorios de Malasia, Filipinas, Tailandia, las Indias Orientales Neerlandesas (actual Indonesia) y Hong Kong.

## Preparativos británicos
Al iniciarse la segunda guerra sino-japonesa, el Reino Unido observó con preocupación como su antiguo aliado Japón, al que había ayudado a armar a inicios del siglo, ocupaba Cantón y rodeaba completamente a Hong Kong. El gobierno militarista de Japón era fuertemente nacionalista, y veía con malos ojos cualquier intromisión occidental en su política expansionista.
Debido a que los estrategas militares británicos se dieron cuenta de que era imposible defender a Hong Kong, se sugirió la retirada de la mayoría de las tropas británicas, dejando a una fuerza simbólica. No obstante, el Mariscal del Aire sir Robert Brooke-Popham se opuso, argumentando que una guarnición británica en Hong Kong demoraría la ofensiva japonesa, y se ganaría tiempo para fortalecer otras colonias asiáticas. En septiembre de 1941, el primer ministro Winston Churchill pidió a Canadá que enviara dos batallones a Hong Kong, y aseguró al líder chino Chiang Kai Shek, que no pensaba entregar la colonia a Japón. El 16 de noviembre, los dos batallones de infantería canadienses (1975 soldados) llegaron a Hong Kong, habiendo perdido su equipo pesado, ya que éste había sido enviado a Manila. Peor aún, luego se descubrió que los batallones canadienses no habían participado en combate todavía, por lo que para muchos soldados esta fue la primera experiencia de combate.

## La batalla

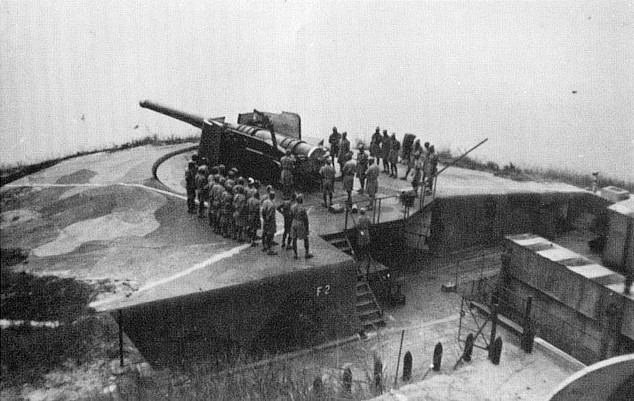
Artillería en Mount Davis, Hong Kong.

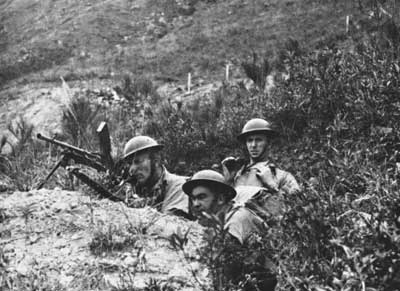
Tropas canadienses en Hong Kong, con una Ametralladora ligera Bren

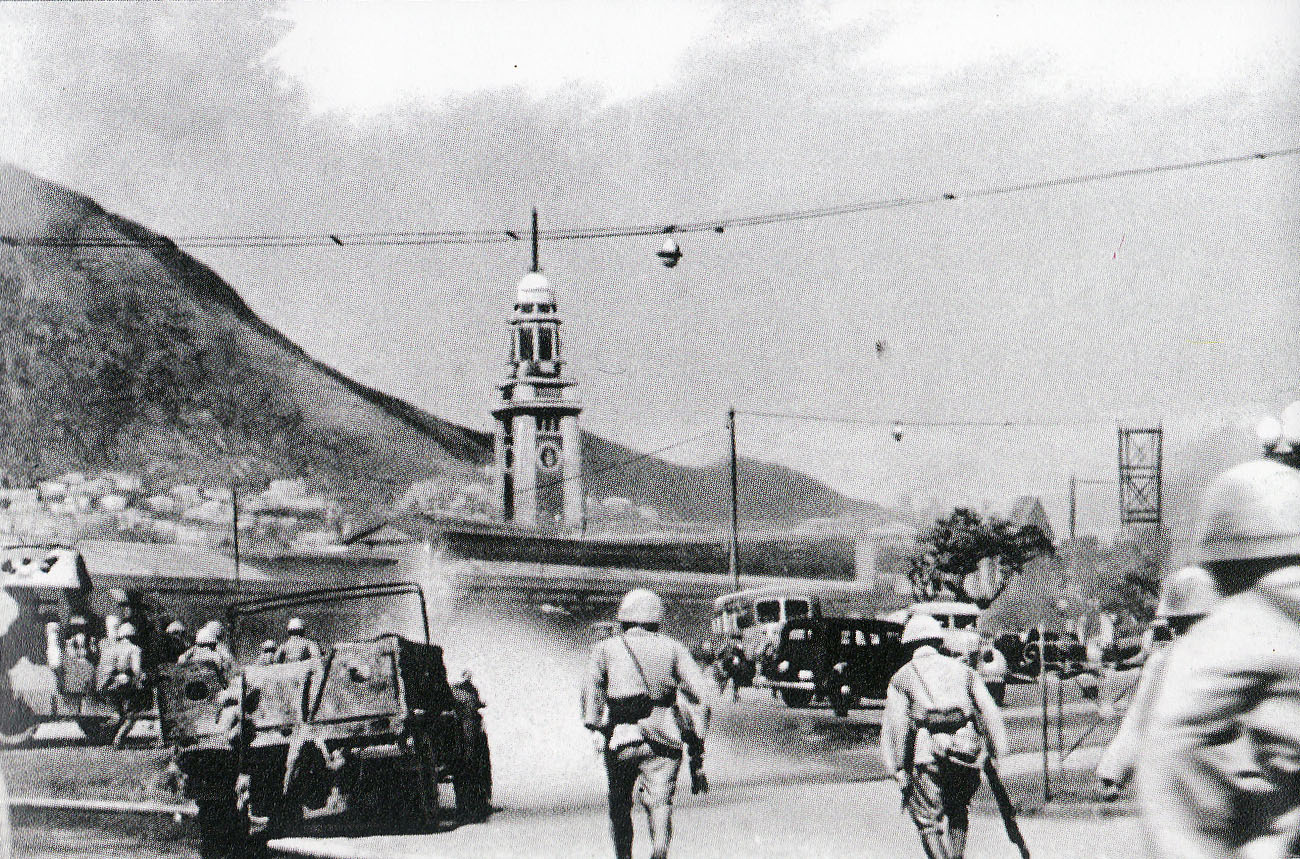
Tropas japonesas atacando en Tsim Sha Tsui

La batalla comenzó el 8 de diciembre a las 8 de la mañana, hora local, habiendo ocurrido el ataque a Pearl Harbor hace ocho horas. Tropas británicas, canadienses e hindúes se encontraban bajo el mando del Mayor General Christopher Michael Maltby, y recibían apoyo de las fuerzas voluntarias de Hong Kong, una fuerza paramilitar poco entrenada.
Cuatro de los cinco aviones de combate en el aeropuerto de Hong Kong fueron destruidos el primer día por una superior fuerza de 12 bombarderos japoneses, quedando los defensores sin apoyo aéreo. Los navíos británicos recibieron la orden de escapar a Singapur, y las tropas terrestres quedaron por su cuenta, enfrentándose a un enemigo numéricamente en proporción de 3 a 1.
Los nipones cargaron a la bayoneta contra las líneas inglesas. Las defensas, preparadas con anterioridad, fueron rebasadas el 10 de diciembre, y Kowloon fue evacuada al día siguiente, siendo bombardeada continuamente. Los soldados Rajputs fueron los últimos en abandonar la isla, partiendo el 13 de diciembre, ya que se había ordenado destruir todas las instalaciones militares posibles.
El Mayor General Maltby reorganizó sus fuerzas en la isla de Hong Kong y rechazó un ofrecimiento de rendición japonés el 13 de diciembre. Entre el 15 y el 18 de diciembre, la isla de Hong Kong fue bombardeada, y la invasión japonesa de la isla se inició el 18, sufriendo pocas bajas.
Para el 20 de diciembre las fuerzas británicas en Hong Kong habían sido divididas, y muchos de los soldados europeos que se rindieron, fueron asesinados. Ese mismo día, los japoneses capturaron las fuentes de agua dulce de la isla, lo que empeoró la situación británica. En la mañana del 24 de diciembre, los nipones entraron a un hospital de campo británico, asesinando a 60 heridos junto con sus doctores.
En la tarde del 25 de diciembre, el Gobernador de Hong Kong sir Mark Aitchison Young se dirigió al cuartel japonés, el hotel Península, y se rindió, al percatarse de la futilidad de la resistencia.

## Consecuencias

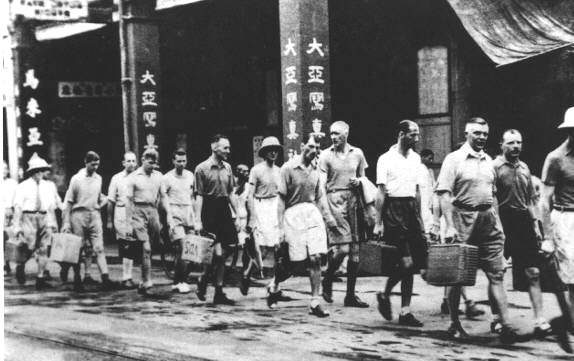
Banqueros occidentales capturados son transportados a un hotel.

Rensuke Isogai se convirtió en el primer gobernador japonés de Hong Kong, y continuó en el cargo hasta 1944, cuando se retiró. Después de la guerra, fue arrestado en 1947 y condenado a cadena perpetua por crímenes de guerra, pero fue liberado cinco años después.
Los prisioneros de guerra británicos fueron enviados a campos de concentración en Indochina (actual Vietnam) y Japón. Unos 1.528 soldados aliados muertos, la mayoría de la Mancomunidad de Naciones, fueron enterrados eventualmente en el noreste de Hong Kong, en el Cementerio de Guerra Sai Wan. Dos grupos de guerrillas chinas surgieron a los alrededores Hong Kong, lo que motivó que los japoneses arrasaran pequeñas villas como represalia.
Posteriormente se construyó un cenotafio en Hong Kong, en honor a los muertos de las dos guerras mundiales.
Los japoneses abandonarían Hong Kong el 15 de septiembre de 1945, después de la rendición incondicional de su país.